# Primetime-Emmy-Verleihung 1961
Die 13. Emmy-Verleihung fand am 16. Mai 1961 im Moulin Rouge Night Club in Los Angeles, Kalifornien, USA statt. Die Zeremonie wurde von Dick Powell moderiert.

## Nominierungen und Gewinner

### Programmpreise
| Kategorie                                                                                  | Preisträger                     | Programm                                                           | Nominierungen |
| ------------------------------------------------------------------------------------------ | ------------------------------- | ------------------------------------------------------------------ | --- |
| Program Of The Year (Programm des Jahres)                                                  | Phil C. Samuel, George Schaefer | Hallmark Hall of Fame (Episode: MacBeth), NBC                      | 1960 Political Conventions, NBC Astaire Time, NBC An Hour With Danny Kaye, CBS NBC Sunday Showcase (Episode: The Sacco-Vanzetti Story: Part 1), NBC |
| Outstanding Program Achievement In The Field Of Drama (Beste Dramaserie)                   |                                 | Hallmark Hall of Fame (Episode: MacBeth), NBC                      | Gnadenlose Stadt, ABC NBC Sunday Showcase (Episode: The Sacco-Vanzetti Story: Part 1), NBC Twilight Zone, CBS Die Unbestechlichen, ABC              |
| Outstanding Program Achievement In The Field Of Variety (Beste Unterhaltungssendung)       |                                 | Astaire Time, NBC                                                  | Belafonte New York, CBS The Garry Moore Show, CBS An Hour with Danny Kaye, CBS Tonight Starring Jack Paar, NBC                                      |
| Outstanding Achievement In The Field Of Music (Beste Musiksendung)                         | Leonard Bernstein, CBS          | Leonard Bernstein and the New York Philharmonic in Berlin, CBS     | Jerry Goldsmith, Pete Rugolo für Thriller, NBC André Previn für The Donald O'Connor Show, NBC                                                       |
| Outstanding Program Achievement In The Field Of Humor (Beste Comedyserie)                  |                                 | The Jack Benny Program, CBS                                        | Andy Griffith Show, CBS The Bob Hope Show, NBC Candid Camera, CBS Familie Feuerstein, ABC                                                           |
| Outstanding Program Achievement In The Field Of News (Beste Nachrichtensendung)            |                                 | Huntley-Brinkley Report, NBC                                       | CBS Evening News, CBS Convention Coverage, NBC Eyewitness to History, CBS                                                                           |
| Outstanding Program Achievement In The Field Of Public Service (Beste Informationssendung) |                                 | The 20th Century, CBS                                              | CBS Reports, CBS NBC White Paper (Episode: The U-2 Affair), NBC Project XX, NBC Winston Churchill: The Valiant Years, ABC                           |
| Outstanding Achievement In The Field Of Children’s Programming (Bestes Kinderprogramm)     |                                 | Young People’s Concerts (Episode 4.2: Aaron Copland Birthday), CBS | Captain Kangaroo, CBS Hucky und seine Freunde, Syndicated The Shari Lewis Show, NBC Shirley Temple's Storybook, NBC                                 |

### Regiepreise
| Kategorie                                                                                                   | Preisträger     | Programm                                      | Nominierungen |
| --- | --------------- | --------------------------------------------- | --- |
| Outstanding Directorial Achievement In Drama (Beste Regie Drama)                                            | George Schaefer | Hallmark Hall of Fame (Episode: MacBeth), NBC | Sidney Lumet für NBC Sunday Showcase (Episode: The Sacco-Vanzetti Story: Part 1), NBC Ralph Nelson für Westinghouse Desilu Playhouse (Episode 2.14: The Man In The Funny Suit), CBS |
| Outstanding Directorial Achievement In Comedy (Beste Regie Comedy)                                          | Sheldon Leonard | The Danny Thomas Show, CBS                    | Richard McDonough, Jack Shea für The Bob Hope Show, NBC Peter Tewksbury für My Three Sons, ABC                                                                                      |
| Outstanding Achievement In Art Direction And Scenic Design (Beste künstlerische Regie und Szenengestaltung) | John J. Lloyd   | Checkmate, CBS                                | Jac Venza für Twenty-Four Hours in a Woman's Life, CBS Gary Smith für The Perry Como Show, NBC                                                                                      |

### Drehbuchpreise
| Kategorie                                                                            | Preisträger                                                               | Programm                                  | Nominierungen |
| ------------------------------------------------------------------------------------ | ------------------------------------------------------------------------- | ----------------------------------------- | --- |
| Outstanding Writing Achievement In Drama (Bestes Dramadrehbuch)                      | Rod Serling                                                               | Twilight Zone, CBS                        | Reginald Rose für NBC Sunday Showcase (Episode: The Sacco-Vanzetti Story: Part 1), NBC Dale Wasserman für DuPont Show of the Month (Episode 4.6: The Lincoln Murder Case), CBS |
| Outstanding Writing Achievement In Comedy (Bestes Comedydrehbuch)                    | Dave O’Brien, Martin Ragaway, Al Schwartz, Sherwood Schwartz, Red Skelton | The Red Skelton Show, CBS                 | Richard Baer für Hennesey, CBS Jack Elinson, Charles Stewart für The Danny Thomas Show, CBS                                                                                    |
| Outstanding Writing Achievement In The Documentary Field (Bestes Dokumentardrehbuch) | Victor Wolfson                                                            | Winston Churchill: The Valiant Years, ABC | Arthur Barron, Al Wasserman für NBC White Paper (Episode: The U-2 Affair), NBC Fred W. Friendly, David Lowe, Edward R. Murrow für CBS Reports (Episode: Harvest Of Shame), CBS |

### Technikpreise
| Kategorie                                                                      | Preisträger                                 | Programm                                                          | Nominierungen                                                                                |
| ------------------------------------------------------------------------------ | ------------------------------------------- | ----------------------------------------------------------------- | -------------------------------------------------------------------------------------------- |
| Outstanding Achievement In Cinematography For Television (Beste TV-Kamera)     | George T. Clemens                           | Twilight Zone, CBS                                                | William Margulies für Outlaws, NBC Walter Strenge für Wagon Train, NBC                       |
| Outstanding Achievement In Electronic Camera Work (Beste elektronische Kamera) |                                             | The Bell Telephone Hour (Episode 3.9: The Sounds Of America), NBC | The Dinah Shore Chevy Show, NBC Playhouse 90, CBS Wrangler, NBC                              |
| Outstanding Achievement In Film Editing For Television (Bester TV-Schnitt)     | Harry Coswick, Aaron Nibley, Milton Shifman | Gnadenlose Stadt, ABC                                             | Richard H. Cahoon für Perry Mason, CBS Edward W. Williams für Alfred Hitchcock Presents, NBC |

### Darstellerpreise
| Kategorie | Preisträger      | Programm                                                                          | Nominierungen |
| --- | ---------------- | --------------------------------------------------------------------------------- | --- |
| Outstanding Single Performance By An Actor (Lead or Support) (Bester Einzeldarsteller)                                     | Maurice Evans    | Hallmark Hall of Fame (Episode: MacBeth), NBC                                     | Cliff Robertson für The United States Steel Hour (Episode 8.13: The Two Worlds Of Charly Gordon), CBS Ed Wynn für Westinghouse Desilu Playhouse (Episode 2.14: The Man In The Funny Suit), CBS |
| Outstanding Single Performance By An Actress (Lead or Support) (Beste Einzeldarstellerin)                                  | Judith Anderson  | Hallmark Hall of Fame (Episode: MacBeth), NBC                                     | Ingrid Bergman für Twenty-Four Hours in a Woman's Life, CBS Elizabeth Montgomery für Die Unbestechlichen (Episode 2.1: The Rusty Heller Story), ABC                                            |
| Outstanding Performance in a Supporting Role by an Actor or Actress in a Single Program (Beste/r Einzelnebendarsteller/in) | Roddy McDowall   | NBC Sunday Showcase (Episode 1.23: Our American Heritage: Not Without Honor), NBC | Charles Bronson für General Electric Theater (Episode 9.16: Memory In White), CBS Peter Falk für The Law and Mr. Jones (Episode 1.20: Cold Turkey), ABC                                        |
| Outstanding Performance By An Actor in a Series (Lead) (Bester Serienhauptdarsteller)                                      | Raymond Burr     | Perry Mason, CBS                                                                  | Jackie Cooper für Hennesey, CBS Robert Stack für Die Unbestechlichen, ABC |
| Outstanding Performance By An Actress In A Series (Lead) (Beste Serienhauptdarstellerin)                                   | Barbara Stanwyck | The Barbara Stanwyck Show, NBC                                                    | Donna Reed für The Donna Reed Show, ABC Loretta Young für Letter to Loretta, NBC |
| Outstanding Performance in a Supporting Role by an Actor or Actress in a Series (Beste/r Seriennebendarsteller/in)         | Don Knotts       | Andy Griffith Show, CBS                                                           | Abby Dalton für Hennesey, CBS Barbara Hale für Perry Mason, CBS |
| Outstanding Performance In A Variety Or Musical Program Or Series (Bester Darsteller Unterhaltungs- oder Musikprogramm)    | Fred Astaire     | Astaire Time, NBC                                                                 | Harry Belafonte für Belafonte New York, CBS Dinah Shore für The Dinah Shore Chevy Show, NBC |